# 이균용
이균용(李均龍, 1962년 11월 7일~)은 대한민국의 법조인이다.
1962년 경상남도 함안군에서 태어난 이균용은 부산중앙고와 서울대 법과대학을 졸업하고  제26회 사법시험에 합격해 서울북부지방법원, 서울중앙지방법원, 광주고등법원, 서울고등법원 등에서 부장판사를 하다가 2017년 2월에 제11대 서울남부지방법원 법원장에 취임하였다. 2019년 2월 14일에 서울고등법원 재판부에 복귀하였다.
2023년 8월 22일 윤석열 대통령이 대법원장 후보자에 지명하였다. 이후 인사청문회에서 적격·부적격이 함께 들어간 인사청문보고서가 채택되었으며, 10월 6일 국회 본회의에서 임명동의안이 부결되었다. 대법원장 후보자가 임명동의를 받지 못해 대법원장이 되지 못한 것은 노태우 정부 당시 1988년 정기승 대법원장 후보자 이후 35년 만에 처음이다.

## 학력
- 부산중앙고등학교 졸업
- 서울대학교 법과대학 법학과 학사

## 경력
- 제26회 사법시험 합격
- 사법연수원 16기 수료
- 1990. 2.~1992. 2. 서울민사지방법원 판사
- 1992. 2.~1995. 2. 서울지방법원 북부지원 판사
- 1995. 2.~1996. 8. 부산지방법원 울산지원 판사
- 1996. 8.~1997. 2. 부산고등법원 판사
- 1997. 2.~1998. 2. 인천지방법원 판사
- 1998. 2.~2000. 2. 서울고등법원 판사
- 2000. 2.~2002. 2. 대법원 재판연구관
- 2002. 2.~2003. 2. 대전지방법원 부장판사
- 2003. 2.~2005. 2. 대법원 재판연구관
- 2005. 2.~2007. 2. 서울북부지방법원 민사합의12부 부장판사
- 2007. 2.~2009. 2. 서울중앙지방법원 민사합의13부 부장판사
- 2009. 2.~2010. 2. 광주고등법원 제2민사부 부장판사
- 2010. 2.~2013. 2. 서울고등법원 민사26부 부장판사
- 2013. 2.~2015. 2. 서울고등법원 민사4부 부장판사
- 2015. 2.~2017. 2. 서울고등법원 행정2부 부장판사
- 2017. 2.~2019. 2. 제11대 서울남부지방법원장
- 2019. 2.~2021. 2. 서울고등법원 형사7부 부장판사
- 2021. 2.~2023. 2. 제26대 대전고등법원장
- 2023. 2.~ 서울고등법원 민사25부 부장판사